# Sara Casasnovas

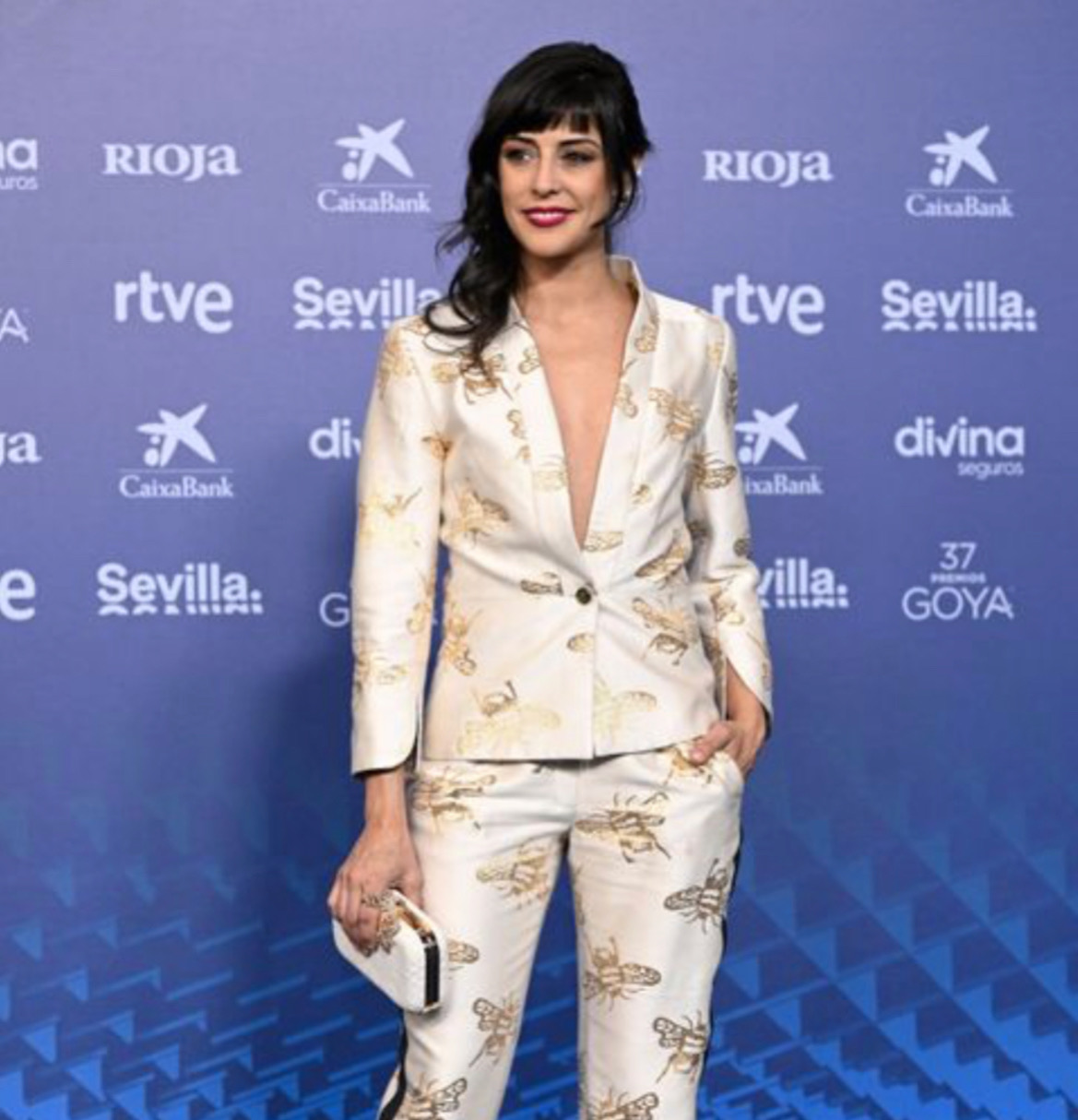
Sara Casasnovas Goya´s 2023

Sara Casasnovas Pumar (Orense, Galicia) 3 de mayo de 1984
Es una actriz y directora española.

## Biografía
Comenzó su carrera participando en distintas series y teatro de ámbito autonómico en Galicia, para más tarde dar el salto a nivel nacional, donde destaca como protagonista de la tercera temporada de Amar en tiempos revueltos de TVE, interpretando el personaje de Alicia Peña. Con este mismo personaje participa en el especial ¿Quién mató a Hipólito Roldán? (2009).
En agosto de 2010 ha representado el papel protagonista en la obra Electra de Benito Pérez Galdós en el Teatro Romano de Mérida. 
En junio de 2009 un perturbado de nacionalidad alemana, Arndt Meyer, intentó agredirla con una ballesta a la salida del teatro donde estaba representando La noche de la iguana, siendo reducido por los amigos de la actriz.

## Filmografía

### Televisión
- El comisario, como Lala, Telecinco (2004)
- A miña sogra e máis eu, como Carol. TVG (2004-2005)
- A vida por diante, como Ana. TVG (2005)
- As leis de Celavella, como Lina. TVG (2005)
- Maridos e mulleres, como Ceci. TVG (2005)
- La Atlántida, como Claudia. TV Movie (2005)
- El comisario, como Natalia Moreno Hurtado. Telecinco (2004-2006)
- Mesa para cinco, como Lidia. La Sexta (2006)
- SMS, como Sara. La Sexta (2007)
- Amar en tiempos revueltos, como Alicia Peña Caballero. TVE (2007-2008; 2009)
- Especial Amar en tiempos revueltos: ¿Quién mató a Hipólito Roldán?, como Alicia Peña Caballero. TVE (2009)
- La chica de ayer, como Bonnie. Antena 3 (2009)
- Hospital Central, como María José Velasco. Telecinco (2009)
- A polos 25, como Carol. TVG (2009)
- Sinbad, como Vanesa. TV Movie (2011)
- Gernika bajo las bombas, como Amaia. TV Movie (2012)
- Amar es para siempre, como Alicia Peña Caballero. Antena 3 (2013)
- Serramoura, como Mónica Triáns. TVG (2014)
- Sin identidad, como Marta. (2015)
- Barbie:Life in the Dreamhouse, como Teresa. (2012)

### Largometrajes
- Arriya, como Jone. Dir. Alberto Gorritiberea (2011)
- Tercer grado, como Mía. Dir. Geoffrey Cowper. (2015)
- Kiki, el amor se hace. Dir. Paco León. (2016)
- Elisa y Marcela. Dir. Isabel Coixet. (2019)
- Los días que no estuve, como Elena. Dir. Samuel ríos y Valles (2020)
- Mi Les Paul, como Natalia. Dir. Francisco Valdez (2020)
- No evidence of man, como Genevieve. Dir. Joshua Porter (2021)
- In the light of the moon, como Scarlet. Dir. Leah Welch (2021)
- Pepe Cáceres como Lilian. Dir. Sebastián Eslava (2023)[2]

### Cortometrajes
- Te encontré. Dir. Susana Pérez (2005)
- Retrato, como Ana. Dir. Jairo Iglesias (2005)
- Atopeite. Dir. Susana Pérez (2006)
- Por el amor de Dios. Dir. Javier Cea (2006)
- AM:PM. Dir. Javier Lucas Rodríguez (2007)
- Adiós, muñeca, como Sandra. Dir. Hugo Sanz (2009)
- Premoniciones. Dir. Víctor Marque
- Luciernadas. Dir. Mara Gutiérrez
- Andrómeda. Dir. Luis Reneo

### Teatro
- Rulfo, polo pequeno ceo da porta, con el grupo de Teatro Hac Luce (2003)
- Feeling x feeling (2005)
- Feeverismo (2006)
- Romeo e Xulieta, de William Shakespeare. Dir. Eduardo Alonso (2007)
- La noche de la iguana, de Tennessee Williams. Dir. María Ruiz (2009)
- Electra, de Benito Pérez Galdós. Dir. Ferrán Madico (2010)[3][4]
- Paradero desconocido, de Kreessman Taylor. Dir. Laila Ripoll (2013)
- Las circunstancias, de Gaspar y Rimbaud. Dir. Eduardo Alonso (2013)
- Palabras malditas, de Eduardo Alonso. Dir. Eduardo Alonso (2016)
- A forma das cousas, de Neil LaBute. Dir. Carlos Álvarez-Ossorio (2016)

## Premios y nominaciones
- Finalista a los Premios TP de Oro como mejor actriz por Amar en tiempos revueltos (2007)
- Ganadora a los Premios FETEGA como mejor actriz por la obra de teatro Romeo y Xulieta (2007)
- Ganadora a los Premios Vieira de Plata como mejor actriz revelación por Amar en tiempos revueltos (2008)
- Ganadora a los Premios Dulcinea como mejor actriz revelación por Amar en tiempos revueltos (2008)
- Ganadora en el Kimera International Film Festival como mejor intérprete femenina por el cortometraje Adiós muñeca (2010)[5]
- Ganadora en el Corto Festival DUNAS de Cine y Vídeo de Fuerteventura como mejor intérprete femenina por el cortometraje Adiós muñeca (2010)[6]
- Ganadora en el Festival Digital Internacional El Sector como mejor intérprete femenina por el cortometraje Adiós muñeca (2010)[7]